# César Milstein
César Milstein (Bahía Blanca, Argentina 1927 - Cambridge, Anglaterra, 24 de març de 2002) va ser un bioquímic argentí guardonat amb el Premi Nobel de Fisiologia o Medicina l'any 1984.

## Biografia
Nascut el 8 d'octubre de 1927 a Bahía Blanca, població argentina situada a la província de Buenos Aires, en una família jueva d'origin ucraïnès. El seu pare era comerciant i la mare era mestra d'escola i ell va ser el segon dels tres fills que van tenir. Va estudiar química a la Universitat de Buenos Aires, on va conèixer Celia Prilleltensky, que seria després la seva esposa. Ambdós van graduar-se el 1952, van casar-se l'any següent i van passar un any viatjant per Europa. A la tornada va començar la recerca per a la seva tesi doctoral alhora que treballava a mitja jornada en un laboratori d'anàlisis clíniques perquè el Govern no concedia beques. Va obtenir el doctorat el 1957 i va rebre un premi de la Societat Argentina de Química a la millor tesi de l'any.
Gràcies a una beca va poder ampliar els seus estudis a la Universitat de Cambridge, on va treballa amb Malcom Dixon i va obtenir un altre doctorar el 1960. A Cambridge va conèixer Frederick Sanger, que va oferir-li la possibilitat de quedar-se un anys més a Anglaterra treballant al Consell de Recerca Mèdica (MRC, de l'anglès Medical Research Council). Però Milstein havia anat a Cambridge amb la idea de retornar al seu país per fer-se càrrec d'una Divisió de Biologia molecular a l'Institut Nacional de Microbiologia. Així ho va fer el 1961, però l'any següent va dimitir del càrrec i va tornar a Anglaterra a causa de la situació política del seu país; s'havia produït un cop d'estat i del director i altres investigadors del centre on treballava van ser acomiadats. Va posar-se en contacte amb Sanger per veure si l'oferta de treballar amb ell seguia en peu i Sanger va oferir-li un contracte de tres anys en el Laboratori de Biologia molecular del MRC. Segons va dir anys més tard Milstein, va ser el mateix Sanger qui va animar-lo a estudiar els anticossos, un tema de recerca de gran interès aleshores.
i el 1983 va ser nomenat cap i director de la Divisió Química, Proteïnes i Àcids Nucleics de la Universitat de Cambridge.
César Milstein va morir el 24 de març de 2002 a Cambridge a conseqüència de problemes cardíacs.

## Recerca científica
Va iniciar la seva recerca en el camp de la biologia cel·lular, especialment en l'estudi dels enzims.
Durant la seva estada a Cambridge va formar part del Laboratori de Biologia Molecular i va treballar en l'estudi de les immunoglobulines, intentant entendre el procés pel qual la sang produeix anticossos, les proteïnes encarregades de combatre la presència de cossos estranys o antígens. Amb Georges J. F. Kohler va desenvolupar una tècnica per a crear anticossos amb una estructura química idèntica, els quals van ser denominats anticossos monoclonals.

## Reconeixements
L'any 1975 va ser elegit membre de la Royal Society de Londres. En honor seu s'anomenà l'asteroide (11776) Milstein descobert el 16 d'octubre de 1977 per C. J. van Houten, I. van Houten-Groeneveld i Tom Gehrels.
L'any 1984 va ser guardonat amb el Premi Nobel de Medicina o Fisiologia «per teories referents a l'especificitat en el desenvolupament i control del sistema immunitari i la descoberta del principi per a la producció d'anticossos monoclonals», premi que va compartir amb Georges J. F. Köhler i Niels Kaj Jerne.